# Поперечная связка атланта
Поперечная связка атланта (лат. ligamentum transversum atlantis) — вспомогательная связка, которая соединяет боковые массы атланта позади зубовидного отростка.

## Описание
Имеет вогнутость спереди и выпуклость сзади, наибольшая ширина и толщина посередине, концы истончены. Достаточно прочно прикреплена с обеих сторон к небольшому бугорку на медиальной поверхности латеральной массы атласа.
По мере того как связка пересекает одонтоидный отросток, небольшой пучок (продольные полосы, крестообразный супериус) смещается вверх, а другой (крестообразный) — вниз, от поверхностных или задних основных волокон связки. Первый крепится к базилярной части затылочной кости имея тесные связи с мембранами текториями; последний прикреплен к задней поверхности тела оси. Исходи из этого вся связка называется крестообразной связкой атласа.
Поперечная связка делит кольцо атласа на две неравные части: задняя и большая служат для отграничения продолговатого мозга, его оболочек, а также нервов; передняя и меньшая — зубовидный отросток.